# The Super Dimension Fortress Macross (videogioco 1985)
The Super Dimension Fortress Macross (超時空要塞マクロス?, Chō Jikū Yōsai Macross) è un videogioco pubblicato per la consolle giapponese Nintendo Entertainment System nel 1985 dall'azienda Namco, e basata sulla serie televisiva anime Fortezza superdimensionale Macross.
Il videogioco è uno sparatutto a scorrimento orizzontale nel quale il giocatore controlla un  VF-1 Valkyrie in una interminabile guerra contro la razza aliena di umanoidi giganti Zentradi che vuole conquistare la Terra. La VF-1 Valkyrie può essere trasformata in tre modi: Gerwalk, Battroid e fighter, a seconda del quale ralletnta la velocità di scorrimento, ed il gioco diventa più facile.
La musica di sottofondo del videogioco è una versione a 8 bit di Shao Pai Long, brano musicale interpretato nella serie da Lynn Minmay.